# Ясенцы (Нижегородская область)
Ясенцы́ — деревня в Павловском муниципальном округе Нижегородской области России. В деревне расположено Коровинское административно-территориальное управление администрации Павловского муниципального округа.

## География
Деревня расположена в лесной местности на северо-востоке Мещёрской низменности на первой надпойменной террасе реки Оки, при автодороге 22К-0125. 

## Население
| 2002 | 2010  |
| ---- | ----- |
| 2133 | ↘2012 |

| Год  | Численность | Численность |
| ---- | ----------- | ----------- |
| 2002 | 2133        | [ 1 ]       |
| 2010 | 2012        | [ 1 ]       |

## Инфраструктура
В деревне жилая застройка состоит из кирпичных двух- и трёхэтажных домов, а также из четырёх панельных пятиэтажных 60-квартирных домов. Застройка деревни началась в 1980-х годах, последний дом был построен в 1987 году. Многоквартирные дома построены Ворсменской птицефабрикой для своих рабочих.
В 1988 году в Ясенцах появилась новая школа.
В конце 1990-х годов началась застройка частного сектора, состоящего из 2—3-этажных коттеджей. В настоящее время из этих частных коттеджей сформировался целый микрорайон.
В 2000-х годах построена Троицкая церковь, также за счёт средств Ворсменской птицефабрики.

## Транспорт
Автобусное сообщение с райцентром.